# 連雲港花果山空港
連雲港花果山空港は中華人民共和国江蘇省連雲港市に位置する国際空港である。
市内中心部からは約21.5km離れている。連雲港市で以前運営されていた連雲港白塔埠空港に代わる新空港として建設された。連雲港白塔埠空港は花果山空港開港後、軍用飛行場に転用された。

## 概要
2010年2月6日には国務院新聞弁公室のウェブサイトで公開された「江蘇省沿海地域開発計画全文及び詳細」第2部で、「連雲港白塔埠空港を拡張し、国家一流の開放港に昇格させ、発展の必要に応じて空港の移転・新設を計画し、軍民分離を実施する」と言及されていた。 2年後、地元市党委員会と政府による調査を経て、連雲港民間空港の移転が決定された。
空港建設予定地は2014年に中国共産党中央軍事委員会の承認を受け、その他の準備作業は2017年上半期に完了した。その後、国務院と中央軍事委員会の承認も得られた。

## 就航路線
国内線
| 航空会社     | 就航地                               |
| ------------ | ------------------------------------ |
| 中国南方航空 | 広州                                 |
| 中国東方航空 | 南昌、長春、天津、掲陽               |
| 中国国際航空 | 北京/首都、成都/天府                 |
| 厦門航空     | 福州、厦門、長沙、オルドス、ハルビン |
| 深圳東海航空 | 深圳、大連                           |
| 海南航空     | 黄岩、蘭州                           |
| 天津航空     | 武漢、恵州、大連                     |
| 成都航空     | 瀋陽、海口                           |
| 九元航空     | 長春、広州                           |

国際線

2025年7月現在、すべての便が運休中
| 運休中 |